# Hemigrammus unilineatus
Hemigrammus unilineatus es una especie de pez de la familia Characidae en el orden de los Characiformes.

## Morfología
Los machos pueden llegar alcanzar los 5,3 cm de longitud total.

## Costumbres
Es un pez gregario y no agresivo que se reproduce con facilidad en cautividad.

## Alimentación
Come crustáceos pequeños, insectos y moluscos.

## Hábitat
Vive en zonas de clima tropical.

## Distribución geográfica
Se encuentra en la Isla de Trinidad, ríos costeros de Venezuela, ríos de Guayana, Surinam y la Guayana Francesa, y las cuencas de los ríos  Amazonas y  Guaporé.